# Walther von Reichenau
Walther von Reichenau, nemški feldmaršal, * 8. oktober 1884, Karlsruhe, † 17. januar 1942, vzhodna fronta.
von Reichenau je bil udeležen v obeh svetovnih vojnah. V prvi svetovni vojni si je prislužil železna križca obeh stopenj. V vojaški službi je ostal tudi v močno zmanjšani povojni vojski in leta 1934 pridobil generalski čin. Že pred tem se je pridružil nacistični stranki, kar je bilo v nasprotju s tedaj veljavno doktrino nepolitične vojske. V drugi svetovni vojni je bil poveljnik armad. Najprej je leta 1939 poveljeval deseti armadi pri napadu na Poljsko. Naslednje leto je vodil šesto armado v ofenzivi na zahodu in po uspešnem zaključku le te bil imenovan za maršala. Kot poveljnik šeste armade je leta 1941 sodeloval pri napadu na Sovjetsko zvezo v tako imenovani operaciji Barbarossa. Pri tem se je posluževal najbolj brezobzirnih ukazov, ki so zadevali tako obnašanje do vojnih ujetnikov kot tudi odnos do civilnega prebivalstva. Dajal je podporo posebnim enotam SS, ki so izvajale poboje nad po njihovem rasno manjvrednimi ljudmi, Židi, Slovani, Romi,... 14. januarja 1942 ga je zadela kap, zaradi česar je umrl. Veljal je za enega pri Hitlerju najbolj priljubljenih generalov. 